# Растительность

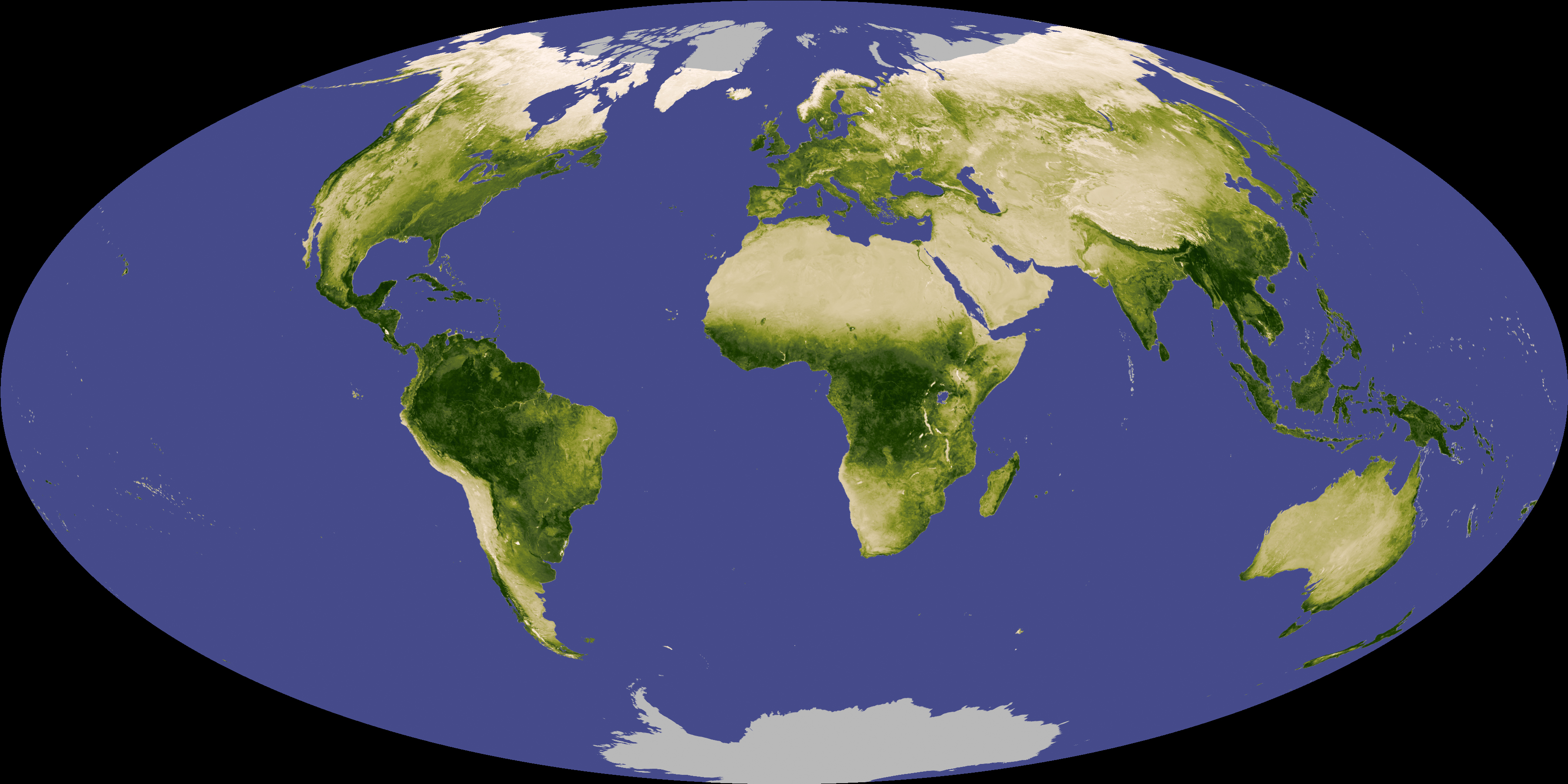
Нормализованный относительный индекс растительности (2007)

Расти́тельность (расти́тельный покро́в) — совокупность фитоценозов определённой территории или всей Земли в целом. В отличие от флоры, которая характеризуется только видовым составом, растительность характеризуется и видовым составом, и численностью особей (причём как в отдельных растительных таксонах, так и в целом для рассматриваемой территории), и особенностями сочетания представителей различных растительных таксонов, и экологическими связями между ними.
Растительность — предмет изучения двух наук: геоботаники и экологии.

## Классификация растительности

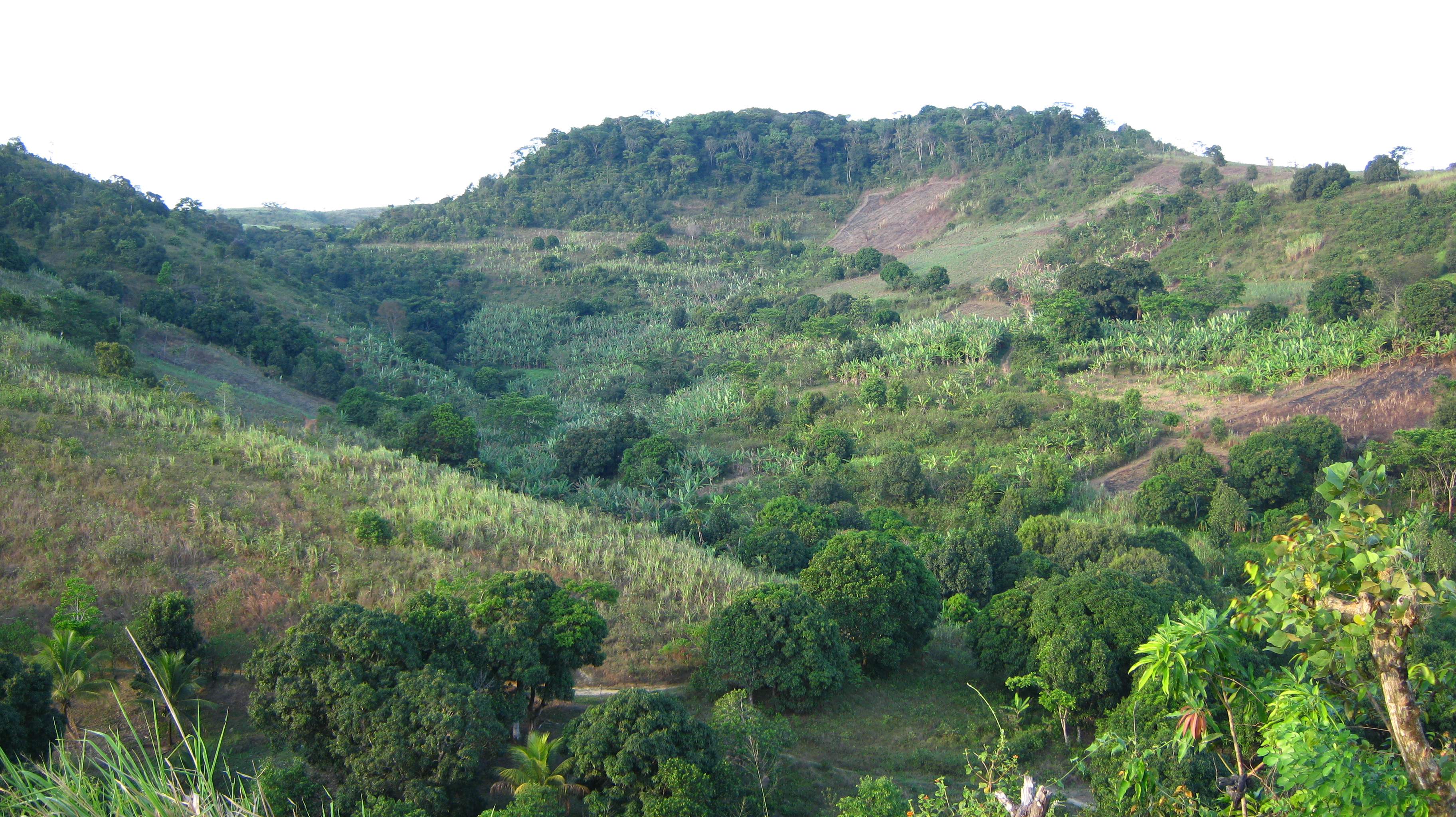
Растительность Бразилии

Классификация растительности строится по иерархическому принципу, при этом подразделения растительности рассматриваются как исторически сложившиеся самопроизвольно изменяющиеся динамические системы.
Наиболее крупные подразделения — группы типов, или свиты типов: северная внетропическая, тропическая, южная внетропическая. Узловое значение в классификации растительности имеет подразделение, называемое тип растительности (примеры типов: таёжный, тундровый, саванный, степной). Типы делятся на растительные формации, формации — на растительные ассоциации. Иногда используют промежуточные ранги: группы формаций, классы формаций, группы ассоциаций, классы ассоциаций.
Важными принципами растительности являются ярусность и синузиальная структура, а также сезонные ритмы.

## Динамика растительности
Растительность является динамической системой. В результате изменения природных условий эта система может существенным образом в очень сжатые сроки измениться.
Различают коренную растительность (не видоизменённую человеком) и производную растительность (то есть изменённую — к примеру, в результате пожаров и хозяйственной деятельности человека значительная часть пространств, на которых росли тропические леса, сейчас занята саванновой растительностью).
Растительность, которая сохранилась в неизменном виде от более древних эпох, называют реликтовой. К примеру, во влажных тропических лесах некоторые формации существуют в неизменном виде на одном и том же месте с миоцена.